# 井原西鶴

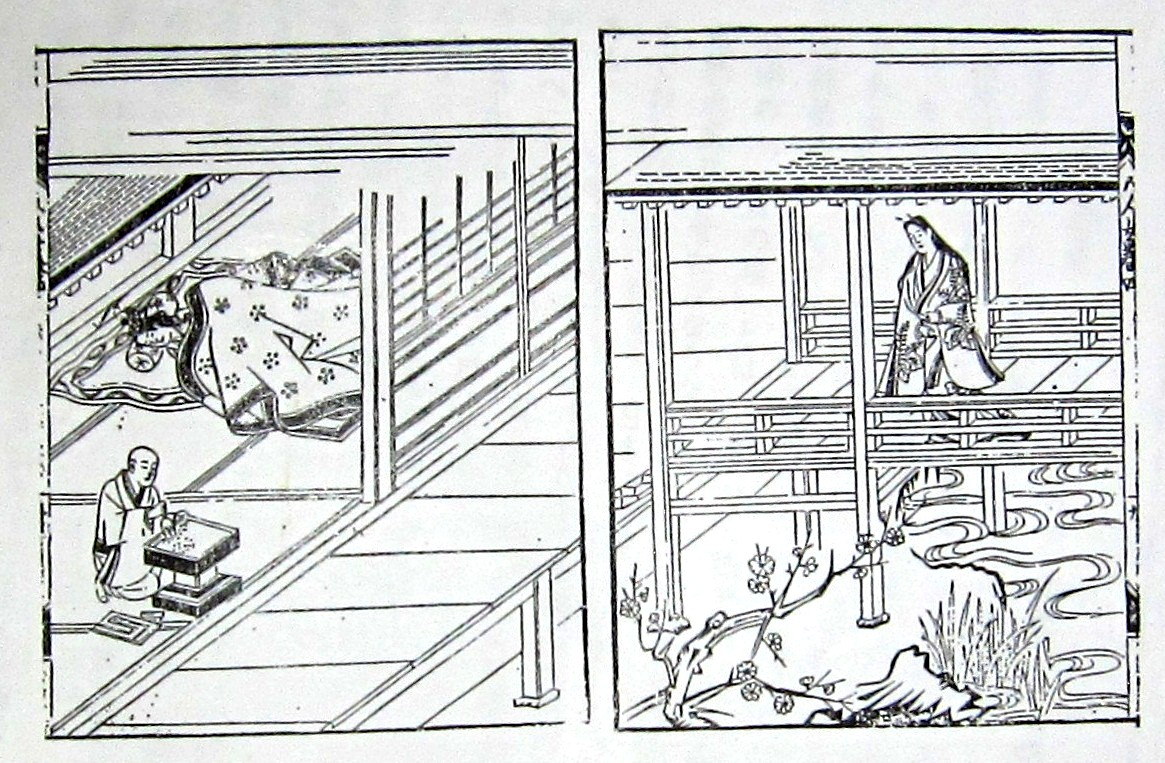
《好色五人女》的插畫（1686年）

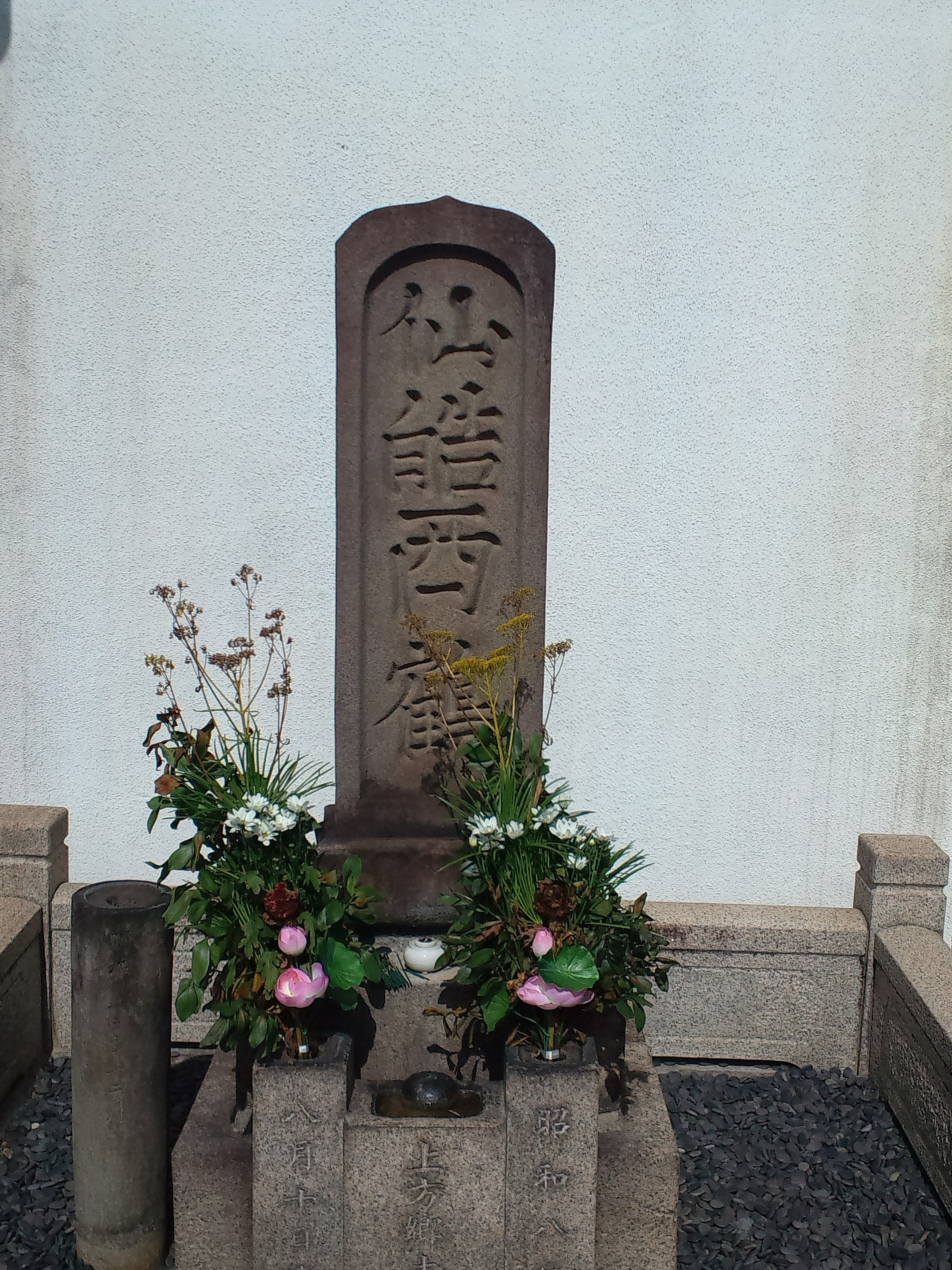
西鶴的坟墓（大阪市中央區・誓願寺）

井原西鶴（日语：いはら さいかく、本名平山藤五（ひらやま とうご），1642年（寬永19年） - 1693年9月9日（元祿6年8月10日）），別號是鶴永、二萬翁，晩年所用的名號西鵬 。井原西鹤是江戶時代的浮世草子·人形淨瑠璃的作者以及俳人（俳句詩人）。井原西鹤独创了文学体裁“浮世草子”，从而促使町人文学的诞生，被誉为“日本近代文学大师”。

## 早年生活
有一種說法提到他是大坂富裕町人之後，但細節並不清楚。他很早就脫離自己的家業，立志從事文藝。一般認為他從青年時就開始學習俳諧。晩年生活窮困潦倒。52岁過世。

## 俳諧
井原西鶴師事西山宗因，學習談林派的俳諧。談林派原本的風格就是奔放而富機智、然而即使在該派中，他的作品仍然被視為特別自由奔放，所以被人叫做「荷蘭西鶴」。在當時流行的「矢數俳諧（比賽連續吟詠多句）」領域中他也非常活躍、據說曾創下一晝夜吟出23,500句的最高紀錄。但是當時的詩句本身並沒有紀錄留下。
由於詩句過於奔放，其他流派的人也曾揶揄他是「阿蘭陀流（荷蘭流）」、「放蕩超群」。

## 浮世草子的發端
1682年，井原西鹤的师尊西山尊因逝世，当时社会因为幕府五代将军德川纲吉提倡节俭导致了资本社会停滞不前，俳句也随着衰落，部分诗人转而学习松尾芭蕉，社会上形成了一股强大的“蕉风”潮流，受此影响，于是他潜心创作小说。
從他在1682年（天和2年）寫作《好色一代男》 起，他這種雅俗折衷的文體被人歸類為所謂的浮世草子，在此一領域中留下了許多名作。西鶴的浮世草子可以分為「町人物」「好色物」「武家物」等幾種。

## 晚年生活
井原西鹤34岁时，妻子逝世，为了表达对妻子的怀念和眷恋，他一天就创作了一千首俳谐。 从此之后，他变得郁郁寡欢，他将自己的三个孩子安置在邻家之后，自己剃度开始旅行。  50岁时，他的女儿逝世了，第二年井原西鹤也逝世了，享年51岁。  井原西鹤临死之时作了最后一首俳句“人生五十年，沧桑阅尽多两年，虽死无遗憾。 ”

## 文学风格
西鶴的文體非常簡潔，常被認為不容易理解，有一種說法認為這是追求簡潔無贅字的俳諧所造成的影響。也有人指出，要理解其困難的作品，前提是本身必須是擁有知識與好奇心的成熟讀者。
其小说《好色一代男》仿效前辈紫式部的《源氏物语》而作，真切表现了浮世世态和人间爱欲。  他独创了文学体裁“浮世草子”，从而促使町人文学的诞生，被誉为“日本近代文学大师”。

## 作品清單

### 好色物
- 『好色一代男』
- 『好色二代男』（諸艶大鏡）
- 『好色五人女』
- 『好色一代女（日语：好色一代女）』
- 『西鶴置土産』
- 『男色大鑑』（本朝若風俗）

### 武家物
- 『武道傳來記』
- 『武家義理物語』
- 『新可笑記』

### 町人物
- 『日本永代藏』
- 『世間胸算用』
- 『西鶴織留』

### 雜話物
- 『西鶴諸國奇聞』
- 『本朝二十不孝』
- 『本朝櫻陰比事』
- 『西鶴大矢數』
- 『西鶴俗徒然（さいかくぞくつれづれ）』
- 『萬之文反古（よろづのふみほうぐ ）』
- 『西鶴名殘之友』

## 脚注
1. ↑  西鹏：是源自當時五代將軍德川綱吉因溺愛女兒鶴姫所下達的「鶴字法度」（禁止庶民使用鶴字的法令）。
2. ↑  日文中的“好色”意思是“爱情”，并非中文中的“好色之徒”之意。[1]

## 相關項目
- 俳人一覽
- 假名草子
- 日本近世文學史
- 元祿文化
- 浮世繪